# Kumano (Mie)
Kumano (熊野市, Kumano-shi) is een havenstad aan de Grote Oceaan in de prefectuur Mie in Japan. De oppervlakte van de stad is 373,63 km² en midden 2009 had de stad bijna 20.000 inwoners. De rivier Kumanogawa stroomt door de stad.

## Geschiedenis
Op 3 november 1954 werd Kumano een stad (shi) na samenvoeging van de gemeente Kimoto (木本町, Kimoto-chō) met de dorpen Arasaka (荒坂村, Arasaka-mura), Araka (新鹿村, Araka-mura), Tomari (泊村, Tomari-mura), Arii (有井村, Arii-mura), Kamikawa (神川村, Kamikawa-mura), Gokyo (五郷村, Gokyo-mura) en Asuka (飛鳥村, Asuka-mura).

## Bezienswaardigheden

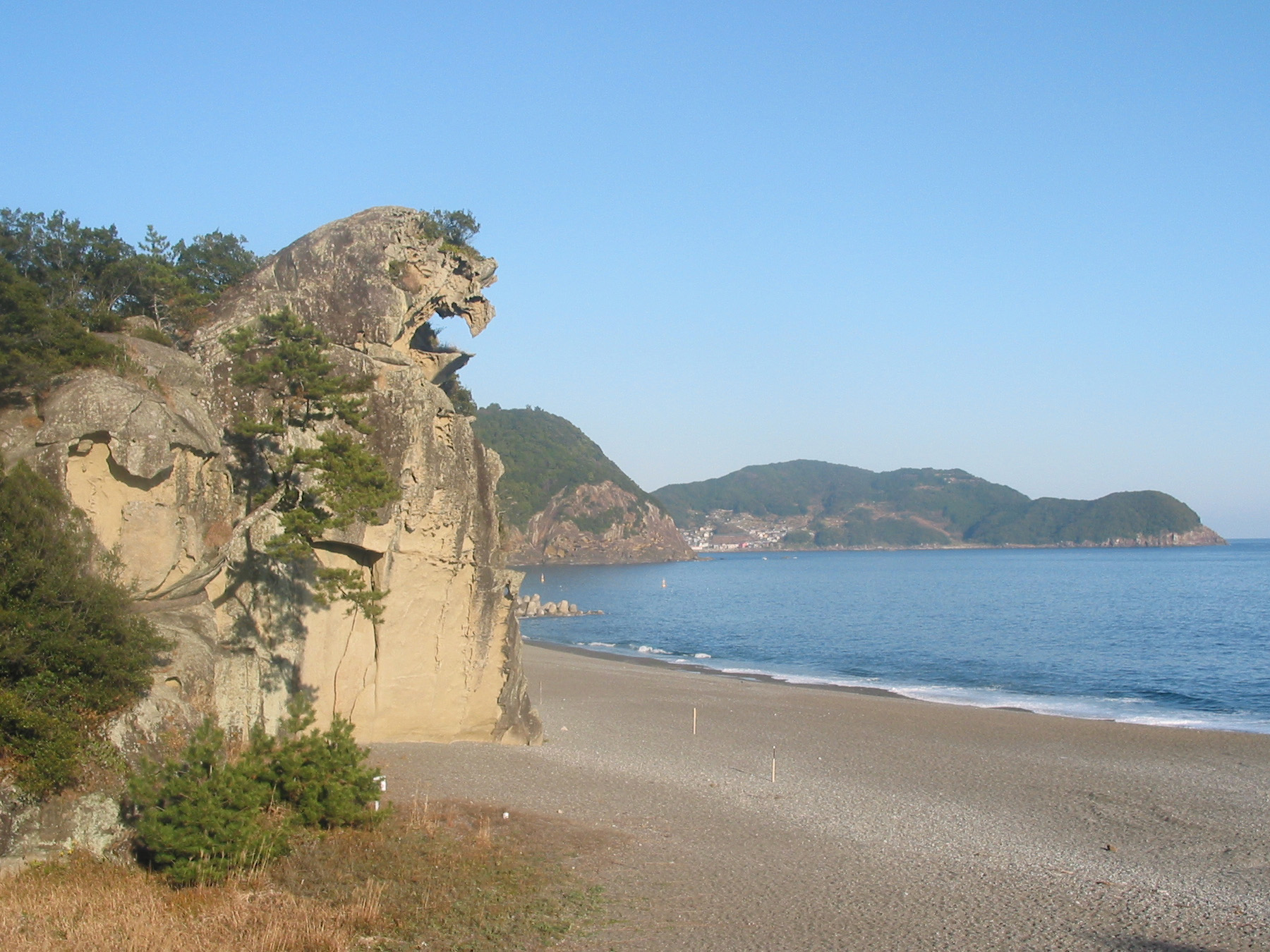
Onigajō

- Onigajō (鬼ヶ城)

## Verkeer
Kumano ligt aan de Kisei-hoofdlijn van de Central Japan Railway Company.
Kumano ligt aan de autowegen 42, 169, 309 en 311.

## Stedenbanden
Kumano heeft een stedenband met
- Bastos, São Paulo, Brazilië, sinds december 1972
- Sorrento, Italië, sinds november 2001

## Aangrenzende steden
- Owase
- Shingū

## Geboren in Kumano
- Tamoto Kenzo (田本 研造, Tamoto Kenzō), fotograaf
- Shigeru Kasamatsu (笠松 茂, Kasamatsu Shigeru), turner
- Masaaki Satake (佐竹 雅昭, Satake Masaaki), karateka en kickbokser